# Cremnops hedini
Cremnops hedini är en stekelart som beskrevs av Josef Fahringer 1935. Cremnops hedini ingår i släktet Cremnops och familjen bracksteklar. Inga underarter finns listade i Catalogue of Life.